# Radering (skrift)
|  | For radering som en af kunstens teknikker se Radering |
Radering er den fysiske proces med at fjerne skrift fra et stykke papir eller pergament, enten for at rette en fejl eller for at forfalske et dokument.

## Raderkniven
Det ældste redskab til at fjerne fejl, er nok raderkniven, hvorved man kunne skrabe blækket og det øverste lag af et pergamentblad eller et stykke papir. Miniaturer fra middelalderen viser sommetider en skriver (som regel en munk) ved sin skrivepult med en pen i den højre hånd og en kniv i den venstre. Kniven kan også have tjent til at tilskære pennen. Raderknive finder også anvendelse i dag, men næppe på et kontor. Små raderpenne kunne fås til montering i et penneskaft. 

## Radervand
Radervand består af to væsker, hvor den ene virker blegende på blækket, den anden neutraliserer det blegende stof. Som blegemiddel kan anvendes hypoklorit. Det findes derfor som et sæt med to flasker, hvor man på skift påfører en dråbe fra den ene og flaske og en dråbe fra den anden. Ind imellem opsuges overskydende væske med trækpapir. 

## Viskelæder
Viskelæder bruges fortrinsvist til fjernelse af blyantsstreger og tegnekul, men særlige viskelædere kan slibe det øverste lag af papiret og derved fjerne blæk eller skrivemaskineskrift. Der findes også viskelædere med små dråber af opløsningsmiddel, der kan fjerne tusch fra tegnefolie. 

## Glasbørste og raderskjold
Afslibning af papiroverfladen kan gøres let ved brug af en glasbørste, der består af korte, stive fibre af glas i et håndtag.  For at begrænse afslibningen til selve stregen, kan man gøre brug af et raderskjold, der er en tynd metalplade med udstandsede huller af forskellig form. 

## Radex og rettebånd
Til brug for skrivemaskinen fandtes små æsker med blade af tynd plastik belagt med en kridtagtig belægning med et fast bindemiddel. Man anbragte arket mellem farvebåndet og papiret med det forkerte bogstav, og så skrev man det forkerte bogstav en gang til, hvorved det dækkedes af et tyndt lag hvid farve, der klæbede til papiret. Nyere skrivemaskiner havde i stedet et rettebånd, der var let klæbrigt og kunne løfte det sorte pigment væk fra papiret, når man skrev oveni. Mange skrivemaskiner kunne huske det skrevne på den aktuelle linje, så man bare skulle trykke på slettetasten. Rettebånd fungerede kun med nyere typer af farvebånd, ikke med de gammeldags af silke.

## Rettelak
Rettelak, der populært kaldes for fjumrevand, er en lak med et hvidt pigment og et meget flygtigt opløsningsmiddel og er derfor hurtigttørrende. Lakken fås både i flasker med en pensel og i særlige penne. 

## Korrektur roller
Da opløsningsmidlerne i rettelak har givet bekymring for folks helbred (de giftige opløsningsmidler er for længst fjernet), findes der også dispensere, der kan rulle et tyndt lag hvid farve fra en rulle ud på papiret og derved let dække teksten. 

## Radersikkert papir
For at vanskeliggøre arbejdet for forfalskere, findes der særlige papirtyper, hvor overfladen tydeligt viser, hvis der har været raderet. Den slags papir bruges bl.a. i pas.